# Christiane Colleney
Christiane Colleney est une organiste, compositrice, pédagogue et musicographe française, née le 26 septembre 1949 à Caudéran et morte le 5 août 1993 à Bordeaux.

## Biographie
Christiane Colleney naît le 26 septembre 1949 à Caudéran (ancienne commune de Gironde, aujourd'hui quartier bordelais), d'un père médecin — qu'elle n'a pas connu — et d'une mère professeure de littérature.
Elle commence ses études musicales à cinq ans, par l'apprentissage du piano, et s'oriente vers l'orgue à quatorze ans. Elle étudie au Conservatoire de Bordeaux, l'écriture avec Michel Fusté-Lambezat, et à l'École normale de musique de Paris, dans la classe d'orgue de Suzanne Chaisemartin.
En 1975, elle est lauréate du premier prix de composition du Conservatoire de Bordeaux et d'une bourse de la Sacem. En 1976, elle reçoit le prix Lili Boulanger. En 1979, elle obtient sa licence de concertiste à l'École normale de musique, puis se perfectionne à Zurich auprès de Jean Guillou.
À partir de 1985, elle est professeure d'orgue au Conservatoire de Mérignac et devient en 1988 titulaire de l'orgue de l'église Saint-Ferdinand de Bordeaux. 
Après un premier mariage dont elle obtient l'annulation, elle épouse l'avocat et homme politique Daniel Picotin. Elle meurt à Bordeaux le 5 août 1993 des suites d'un cancer,. 
Christiane Colleney fonde et anime la revue Jeunesse et Orgue (1968-1988). Comme musicologue, elle rédige une étude consacrée à la vie et l’œuvre de Marcel Dupré, plusieurs articles sur Olivier Messiaen, et est l'autrice d'un ouvrage remarqué sur l'organiste et compositrice Jeanne Demessieux, Une vie de luttes et de gloire. 
Comme compositrice, elle reçoit les conseils de Nadia Boulanger et participe à des stages auprès de Witold Lutosławski, Henri Dutilleux et Mauricio Kagel. Plusieurs de ses partitions sont créées lors de festivals de musique contemporaine, au Festival international d'art contemporain en 1976, à Bordeaux (Mai musical 1978), à Paris (Festival de Charonne 1987), en Bulgarie (1992). 
Ses compositions sont souvent inspirées de textes de poètes et écrivains qui lui sont proches. Son esthétique s'inscrit dans l'avant-garde musicale et la rapproche de compositeurs tels Stockhausen ou Ligeti. Son langage est friand de micro-intervalles et superpositions rythmiques, pour « nourrir son tissu sonore d'une texture riche et dense qu'elle estime indispensable à son propos », et reflète, « dans sa complexité technique, donc sonore, un besoin vigilant de traduire les moindres nuances de l'indicible, du difficilement perceptible dans le spirituel de l'être ». 

## Œuvres
Parmi ses compositions, figurent notamment :
- Aven, hommage au poète breton Xavier Grall, pour orgue
- Images du labyrinthe, hommage à Jorge Luis Borges, pour orgue
- Anaïs, lecture I et II, pour 15 instrumentistes
- Un golfe de silence l'un de l'autre nous sépare, pour mezzo-soprano, flûte, clarinette, violon et violoncelle
- Offrande à Nadia, pour orchestre de chambre et récitante
- Cités intérieures, pour soprano solo et orchestre symphonique
- Requiem, inachevé